# 19574 Девідедвардс
19574 Девідедвардс (19574 Davidedwards) — астероїд головного поясу, відкритий 9 червня 1999 року.
Тіссеранів параметр щодо Юпітера — 3,602.